# Coihue-Südbuche
Die Coihue-Südbuche, Coihue oder Chilenische Scheinbuche (Nothofagus dombeyi) ist eine Pflanzenart aus der Gattung der Südbuchen (Nothofagus) in der Familie der Scheinbuchengewächse (Nothofagaceae). Da die deutschen Namen allerdings innerhalb der Gattung mehrfach vergeben wurden, ist die Mitverwendung des botanischen Namens anzuraten. In Chile werden die Trivialnamen Coihue, Coigüe oder Coygüe verwendet.

## Beschreibung

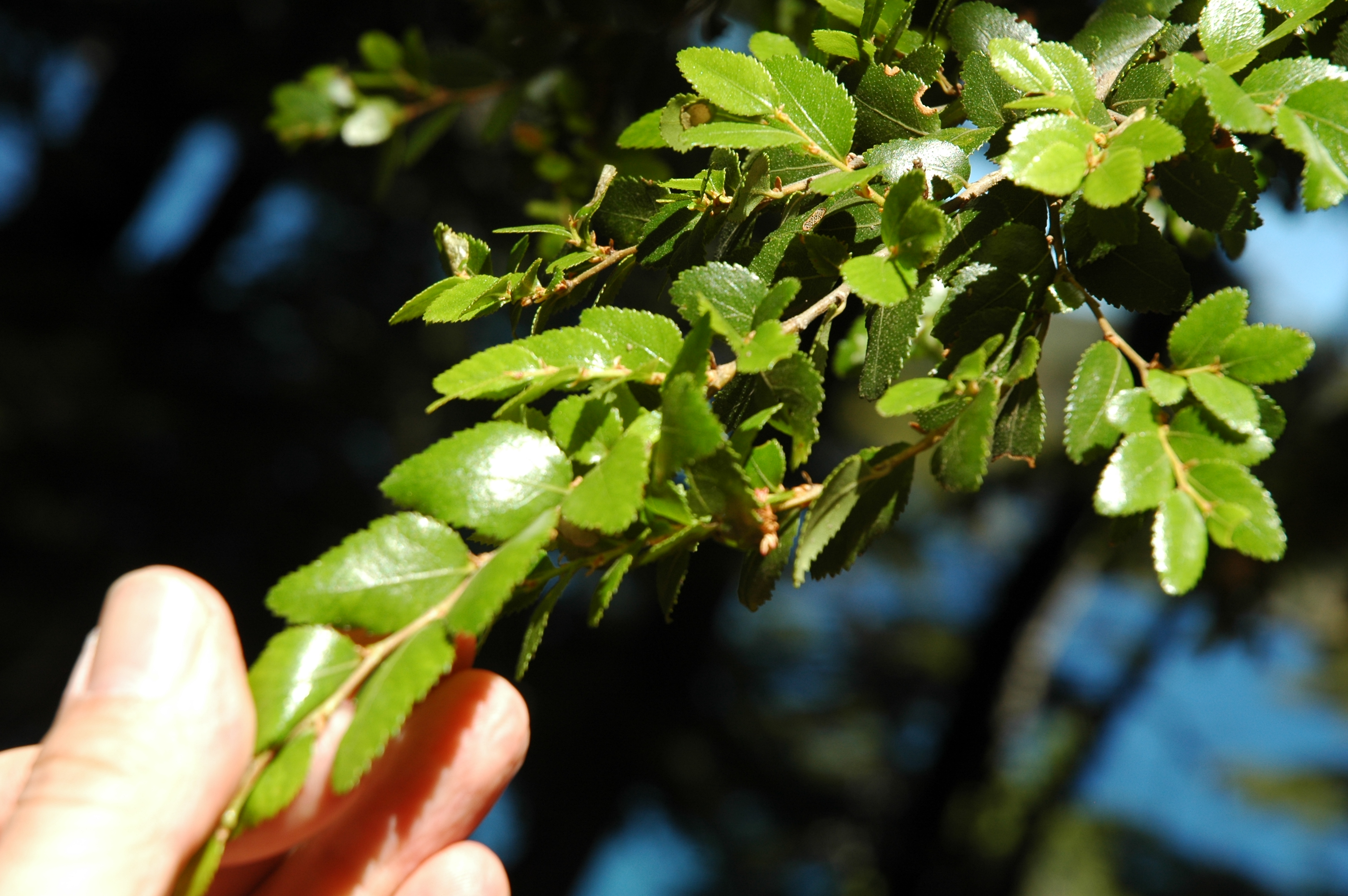
Zweig mit Laubblättern

### Erscheinungsbild, Rinde und Blatt
Nothofagus dombeyi wächst als immergrüner Baum, der Wuchshöhen von bis zu 40, als über das Kronendach ragender Emergent selten bis zu 50 Meter und Stammdurchmesser von 2,5 bis über 3 Meter erreicht. Die rissige Borke ist grau. Die jungen Zweige sind relativ dünn und besitzen eine rotbraune Rinde.
Die wechselständig und zweizeilig bis spiralig am Zweig angeordneten Laubblätter besitzen einen 3–9 mm langen Blattstiel. Die einfache, etwas ledrige, steifliche, bis auf den Mittelnerv kahle, kleine und spitze bis stumpfe Blattspreite ist mit einer Länge von 2–4 cm und einer Breite von 1–2 cm eiförmig bis elliptisch und drüsig punktiert mit einer spitzen bis abgerundeten Spreitenbasis. Der Blattrand ist ungleich gesägt bis gekerbt. Es sind Nebenblätter vorhanden.

### Blütenstand und Blüte
Nothofagus dombeyi ist einhäusig getrenntgeschlechtig (monözisch). Wenige kleine, eingeschlechtige Blüten stehen in achselständigen Blütenständen zusammen. Bis zu drei männliche Blüten stehen in den Blütenständen zusammen und sind von Tragblättern umhüllt. Die 2,2–3 mm langen männlichen Blüten besitzen vier bis fünf schuppenartige, verwachsene Blütenhüllblätter und acht bis fünfzehn fertile Staubblätter mit rötlichen Staubbeuteln. In den weiblichen Blütenständen befinden sich bis drei weibliche Blüten, die von vier Tragblättern umhüllt sind. Die Bestäubung erfolgt über den Wind (Anemophilie).

### Frucht

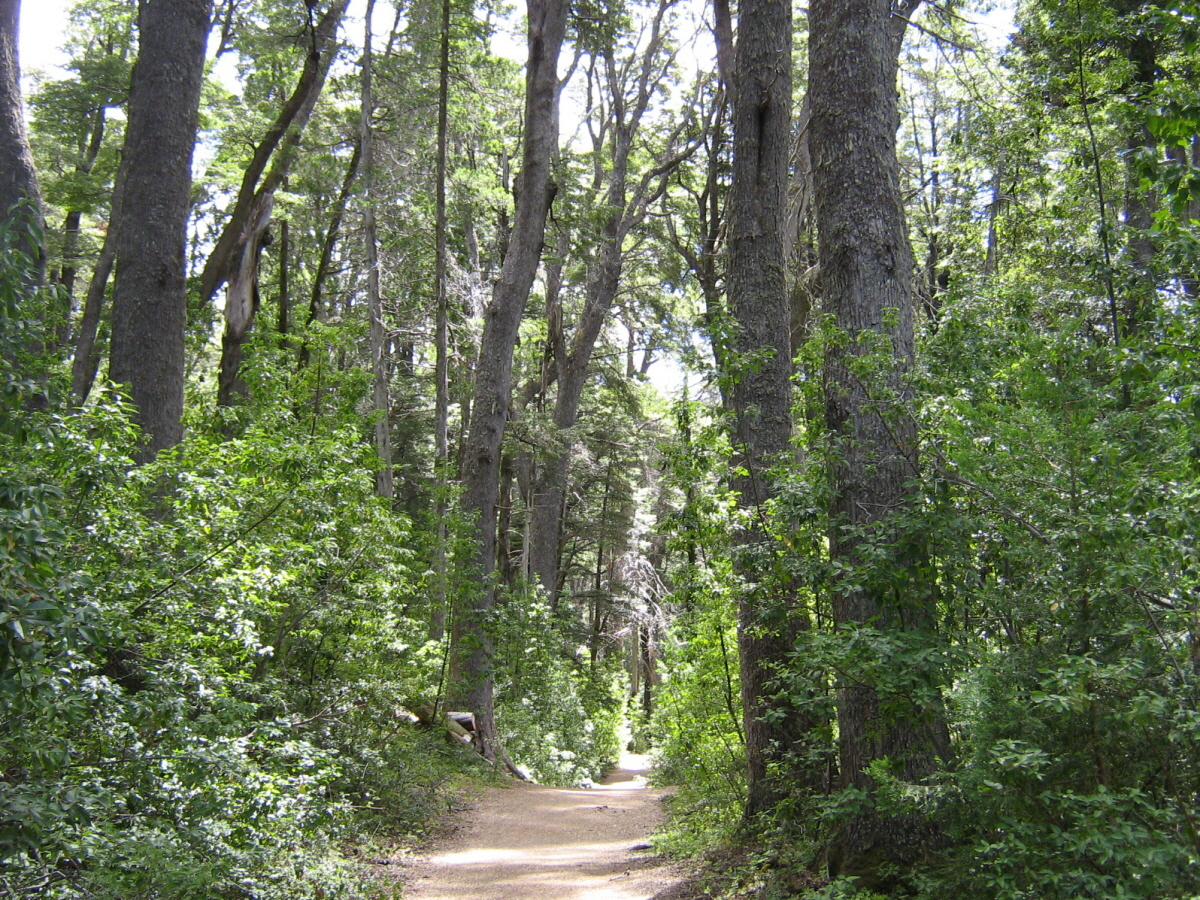
Coihues-Wald

Drei mit einer Länge von 2–3 mm kleine, gelbliche bis hellkastanienfarbene Nüsse stehen zusammen und werden von einem Fruchtbecher (Cupula) umgeben.

## Ökologie
Die Coihue-Südbuche lebt symbiotisch mit dem Ektomykorrhiza-Pilz Stephanopus stropharioides zusammen.

## Verbreitung und Gefährdung
Die Heimat der Coihue-Südbuche liegt in Chile in den Regionen VI bis XI in den Provinzen Aisén, Biobío, La Araucania, Los Lagos, Maule und O’Higgins sowie in Argentinien in den Provinzen Chubut, Neuquén und Río Negro. Sie gedeiht im subantarktischen Wald meist in Höhenlagen zwischen 700 und 1200 Meter und in Patagonien sowie Feuerland kommt sie bereits auf Meereshöhe vor.
In der Roten Liste der IUCN wird Nothofagus dombeyi als Least Concern („nicht gefährdet“) eingestuft.

## Systematik
Die Erstbeschreibung dieser Art erfolgte 1827 unter dem Namen Fagus dombeyi durch Charles François Brisseau de Mirbel in Mémoires du Muséum d’Histoire Naturelle, 14, S. 467. 1851 stellte Karl Ludwig von Blume in Museum Botanicum, 1, S. 307 die Gattung Nothofagus auf und manchmal wird diese Veröffentlichung auch verwendet für ein Homonym Nothofagus dombeyi (Mirb.) Blume, aber dort ist diese Art nicht erwähnt. Als gültige Erstveröffentlichung des Namens Nothofagus dombeyi gilt erst die Veröffentlichung im Jahre 1871 durch Anders Sandøe Ørsted in Kongelige Danske Videnskabernes Selskabs Skrifter – Naturvidenskabelig og Mathematisk Afdeling Ser. V, IX, S. 354. Nothofagus dombeyi gehört zur Untergattung Nothofagus aus der Gattung Nothofagus.

## Nutzung
Das mittelschwere Holz der Coihue-Südbuche ist moderat beständig und wird deshalb bevorzugt im Möbelbau oder für Parkett verwendet.
Nach Europa gelangte Nothofagus dombeyi erst 1916. In Mitteleuropa ist sie nicht winterhart. Die Coihue-Südbuche wird in milden Klimaten als Zierpflanze verwendet, auf den britischen Inseln kann sie Wuchshöhen von bis zu 26 Meter erreichen.